# Galumna mariae
Galumna mariae är en kvalsterart som beskrevs av Balogh 1961. Galumna mariae ingår i släktet Galumna och familjen Galumnidae. Inga underarter finns listade i Catalogue of Life.